# Piazza del Mercatale
Piazza del Mercatale è una piazza di Urbino.

## Descrizione
Si tratta di un grande piazzale, di forma trapezoidale, chiuso sul lato settentrionale dalla cinta muraria e collegato alla città mediante Porta Valbona. Mentre il lato orientale confina per tutta la sua lunghezza con l'edificio delle Stalle Ducali (Data), in più nell'angolo nord-orientale è presente il bastione della Rampa elicoidale, che ha un ingresso proprio su questa piazza. Invece il lato occidentale è occupato dalle case di Borgo Mercatale e subito dietro s'innalza il colle delle Vigne. Infine il lato meridionale è aperto verso il paesaggio circostante; solo nell'angolo sud-occidentale, a ridosso del muro di contenimento della piazza, vi è un piccolo giardinetto un tempo occupato dalla chiesetta di San Rocco e dall'Oratorio di Sant'Antonio Abate, demoliti negli anni venti del XX secolo.

## Storia

### Le origini
La piazza è stata realizzata grazie alla terra di scarto, ottenuta durante gli scavi per la costruzione del Palazzo Ducale, e per garantire una maggiore stabilità agl'edifici delle Stalle Ducali, della Rampa elicoidale e dello stesso Palazzo Ducale; infatti sul lato meridionale la piazza è sostenuta da un grande muro dominato da imponenti arcate, denominate Volte di Risciolo, il cui progetto sembra risalire alla mano di Francesco di Giorgio Martini.

### Il mercato e le "Corride"
Il piazzale è stato, fino alla prima metà del XX secolo, sede di attività mercantili (da cui prese nome).
Ma non solo, perché nel XVI secolo vi si tenevano giochi con animali (le Corride del Mercatale), giostre e tornei cavallereschi. Dal 15 luglio 1875 tale piazza ospitò le partite di Palla col bracciale, con il campo addossato al muro delle Stalle Ducali, per una lunghezza di oltre cento metri.
Sempre nel XIX secolo, fino alla prima metà del secolo successivo, si teneva una fiera del bestiame, in gran parte bovini, durante i giorni festivi.

### L'intervento Decarliano
La funzione del Mercatale cambiò  nella seconda metà del XX secolo, a seguito dell'intervento dell'architetto De Carlo; che proprio con "Operazione Mercatale" (1969-1972) progettò la realizzazione di un parcheggio sotterraneo di due piani nella piazza; a cui seguì la sistemazione di un parcheggio in superficie con annessa stazione delle corriere. Quest'ultima vi è rimasta fino al 2014, quando, in seguito al completamento del parcheggio multipiano vicino Porta Santa Lucia, è stata trasferita in questa nuova struttura.
Durante gli scavi, per la costruzione del parcheggio sotterraneo, vennero rinvenuti diversi reperti di epoca romana, provenienti dalla cima del colle del Poggio e finiti in quest'area durante i lavori per la costruzione del Palazzo Ducale. Tra questi vi fu un frammento (parte del fusto) di statua in travertino, risalente al I secolo a.C., ora conservato nella Galleria Nazionale delle Marche.